# Stanisław Kowalik (1892–1940)
Stanisław Kowalik (ur. 1892 w Bukowsku, zm. 1940 w Kalininie) – posterunkowy Policji Państwowej, ofiara zbrodni katyńskiej.

## Życiorys
Urodził się jako syn Jana i Katarzyny. W rodzinnym Bukowsku ukończył szkołę powszechną. Po zakończeniu I wojny światowej, w niepodległej II Rzeczypospolitej w 1921 wstąpił do służby w Policji Państwowej. Pracował w Przemyślu.
Po wybuchu II wojny światowej, w okresie kampanii wrześniowej pełnił służbę na posterunku w Zassowie. Po agresji ZSRR na Polskę został aresztowany przez sowietów, a następnie był przetrzymywany w obozie w Ostaszkowie. Na wiosnę 1940 został wywieziony i zamordowany w siedzibie Obwodowego Zarządu NKWD w Kalininie (obecnie Twer) przez funkcjonariuszy oraz pracowników NKWD przybyłych z Moskwy na mocy decyzji Biura Politycznego KC WKP(b) z 5 marca 1940. Jest pochowany na terenie obecnego Polskiego Cmentarza Wojennego w Miednoje.

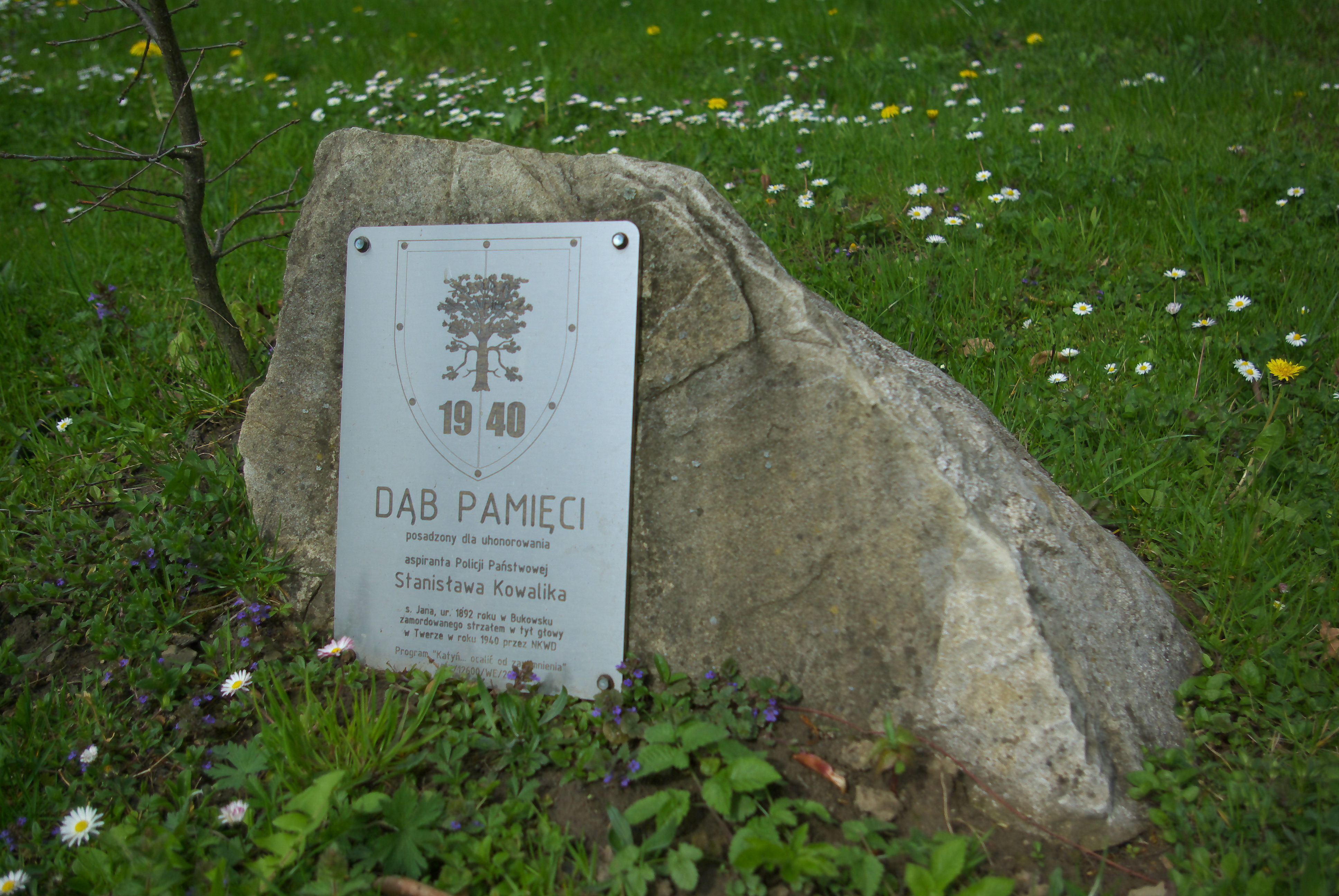
Kamień przy Dębie Pamięci honorującym Stanisława Kowalik w Pisarowcach

## Upamiętnienie
Stanisław Kowalik został wymieniony na tablicy pamiątkowej, odsłoniętej 15 września 1996 na ogrodzeniu kościoła Podwyższenia Krzyża Świętego parafii pod tym samym wezwaniem w Bukowsku, honorującej ofiary walk i prześladowań z okresu II wojny światowej pochodzących z Bukowska i okolic (poza nim zostały upamiętnione trzy inne ofiary zbrodni katyńskiej: Stanisław Chorążek, Jan Krawiec i Władysław Wilecki).
W 2007 pośmiertnie został awansowany do stopnia aspiranta.
10 września 2010, w ramach akcji „Katyń... pamiętamy” / „Katyń... Ocalić od zapomnienia” przy Szkole Podstawowej im. Marii Konopnickiej w Pisarowcach (mieszczącej się w tamtejszym byłym dworze) niedaleko Bukowska został zasadzony Dąb Pamięci poświęcony Stanisławowi Kowalikowi.

## Odznaczenie
- Medal Niepodległości
- Krzyż Kampanii Wrześniowej 1939 r. - 1 stycznia 1986 (pośmiertnie)[7]